# Kobryn
Kobryn (en bielorruso: Ко́брын o Ко́брынь; en ruso: Ко́брин; en polaco: Kobryń) es una ciudad subdistrital de Bielorrusia, capital del distrito homónimo en la provincia de Brest.
En 2017, la ciudad tenía una población de 52 964 habitantes.
La ciudad se encuentra en la esquina suroeste de Bielorrusia en la confluencia del río Mujavets con el Canal Dniéper-Bug. La ciudad se encuentra a 52 km al este de la ciudad de Brest. Kóbriny está situada a 52.12.58N de latitud y 24.21.59E de longitud. 